# Idmidronea pseudocrisina
Idmidronea pseudocrisina är en mossdjursart som beskrevs av John Borg 1944. Idmidronea pseudocrisina ingår i släktet Idmidronea och familjen Tubuliporidae. Inga underarter finns listade i Catalogue of Life.